# Atlas Aircraft Corporation
 (novembre 2019).
Si vous disposez d'ouvrages ou d'articles de référence ou si vous connaissez des sites web de qualité traitant du thème abordé ici, merci de compléter l'article en donnant les références utiles à sa vérifiabilité et en les liant à la section « Notes et références ».
Ne doit pas être confondu avec Atlas Air.
La société Atlas Aircraft Corporation était un constructeur aéronautique basé en Afrique du Sud, fondé en 1965 et racheté en 1992 par Denel Aviation, division de Denel Aerospace Systems.
Atlas a construit :
- l'Impala Mk I et Mk II (avion italien Aermacchi MB-326 produit sous licence) ;
- l'Atlas Cheetah (version localement améliorée du Mirage III français) ;
- l'Atlas Oryx (en) une version armée de l'hélicoptère Puma d'origine française.